# Russin

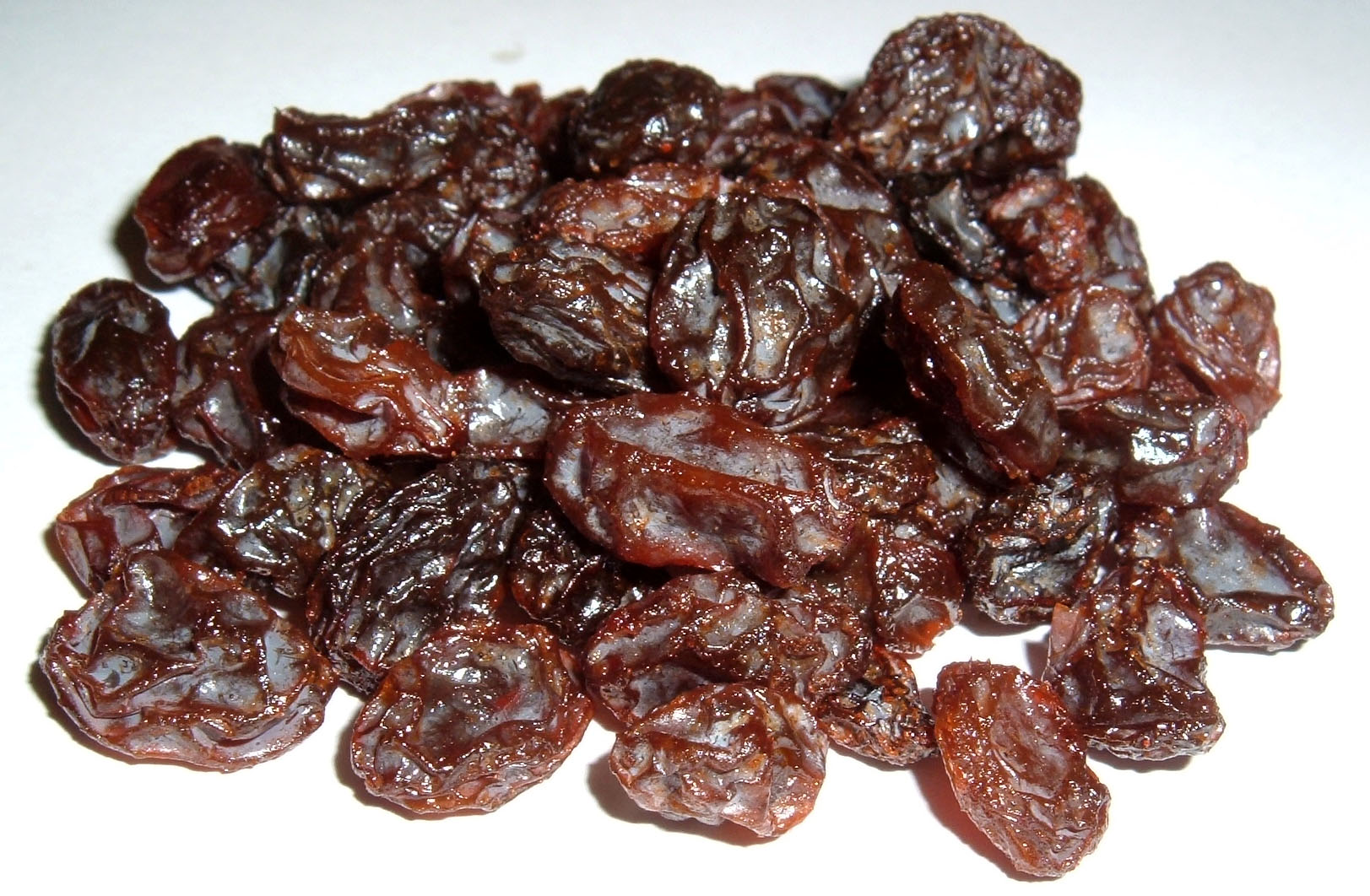
Russin.

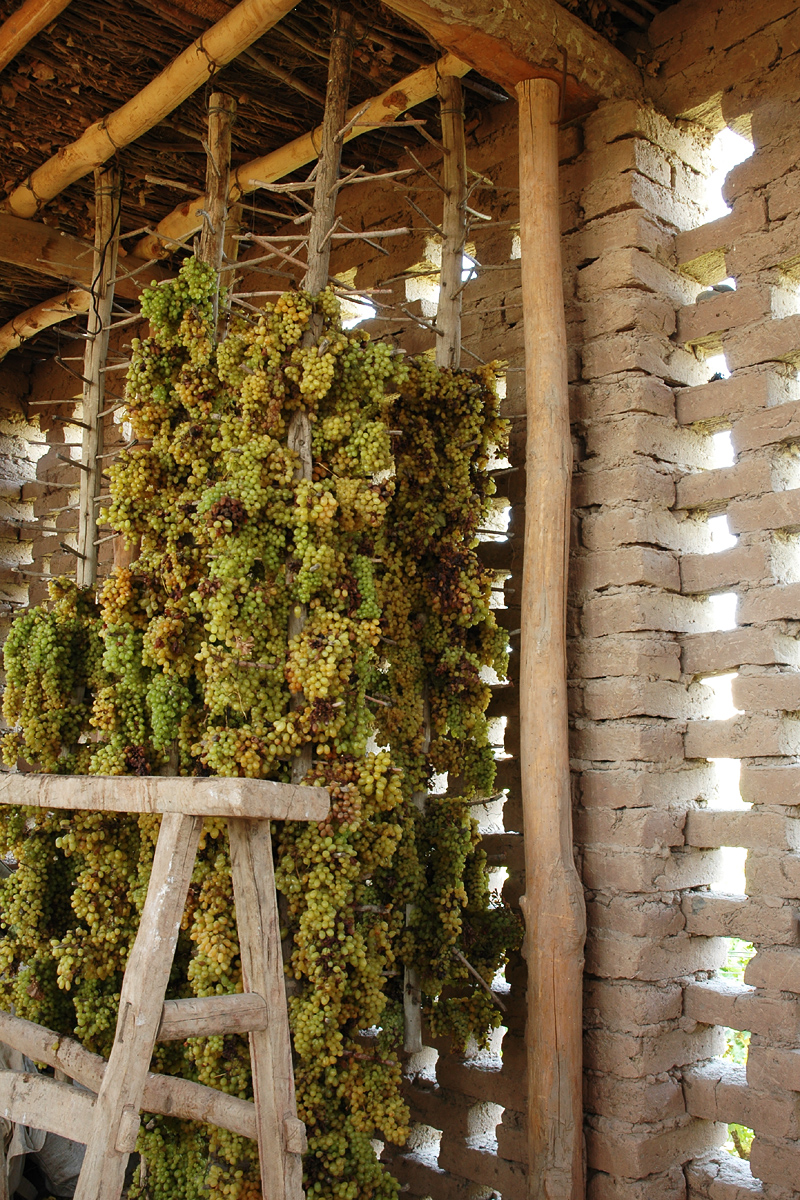
Vindruvor som hänger för lufttorkning i Turpan i Kina.

Russin (en. raisin, ty. Rosinen, fr. raisins secs, av lat. racemus (druvklase)) är de mogna, torkade bären (vindruvorna) av olika slag av vinrankan, Vitis vinifera. Russin är mycket söta i smaken eftersom de naturligt innehåller mycket socker. Mest används söta druvor från Medelhavsländerna och Kalifornien för russin men produktion avsedd främst för inhemsk konsumtion sker på många platser, exempelvis i Xinjiang i Kina. Russinen får olika beskaffenhet efter de olika druvslagen och den varierande behandlingen och får då olika namn.

## Framställning
Druvorna torkas antingen i solen, och då ibland ännu kvarsittande på vinstockarna, vilkas klasar lämnas hängande på de till hälften genomskurna skaften, eller av artificiell värme. Genom torkningen skrumpnar druvorna, de blir rynkiga och skrynkliga och sockerhalten i dem koncentreras. Russin har en vattenhalt på omkring 20 procent och en sockerhalt på omkring 60 procent.

## Varianter
Sultanrussin är små gulaktiga kärnfria russin som ofta härstammar från Turkiet och är extra söta i smaken. Förr avsåg det en typ av större russin. Druvor till sultanrussin doppas i en blandning av olja, vatten och kaliumkarbonat (pottaska) innan de torkas, vilket gör att vaxet på druvorna blir lite tunnare, druvorna torkar fortare samt får sin typiska färg och sötare smak.

## Russin och hundar
Russin har bland hundar orsakat magsmärtor, njurskador och dödsfall vid förtäring. Orsaken är osäker och likaså varför vissa hundar drabbas och inte andra. Nya rön (publicerade 2021) tyder på att orsaken är vinsyra, och förklaringen till att bara en del hundar drabbas kan vara att halten vinsyra varierar mellan olika sorters druvor.

## Näringsinnehåll
Per 100 g russin (Källa: Livsmedelsverkets livsmedelsdatabas, version 04.1) 
- Energi: 1 251 kJ (299 kcal)
- Vatten: 15,4 g
- Protein: 3,2 g
- Fett: 0,5 g varav mättat: 0,16 g, enkelomättat: 0,02 g, fleromättat: 0,15 g, kolesterol: 0 mg
- Kolhydrater: 69,3 g, varav sockerarter: 59,5 g
- Fibrer:  9,7 g
- Vattenlösl. vitaminer: C: 3 mg, Folat: 3 µg, Niacin: 0,8 mg, B2: 0,09 mg, B1: 0,16 mg, B6: 0,25 mg
- Fettlösl. vitaminer: Karoten (A-vit): 6 µg, Alfa-tokoferol (E-vit): 0,2 mg
- Mineraler: Fosfor: 97 mg, Järn: 2,4 mg, Kalcium: 49 mg, Kalium: 750 mg, Magnesium: 30 mg, Natrium: 12 mg, Selen: 0,5 µg, Zink: 0,3 mg